# 沢渡村 (岐阜県)
沢渡村（さわたりむら）は、かつて岐阜県安八郡にあった村である。
現在の大垣市東町（あずまちょう）に該当する。
揖斐川の西岸に位置する。美濃路の沢渡（佐渡）の渡しが設置されていた。

## 歴史
- 1889年（明治22年）7月1日 - 町村制により、沢渡村発足。
- 1897年（明治30年）4月1日 - 三塚村、加賀野村、小野村、今宿村、世保村と合併し三城村が発足。同日沢渡村廃止。
- 1952年（昭和27年）6月1日 - 三城村が大垣市に編入されたさい、東町に地名を変更。